# Ignat'evskij
Ignat'evskij (in lingua russa Егерухай) è un centro abitato dell'Adighezia, situato nel Košechabl'skij rajon. La popolazione era di 898 abitanti al dicembre 2018. Ci sono 19 strade.